# اس. اس. کرسژ
اس. اس. کرسژ (انگلیسی: S. S. Kresge; ۳۱ ژوئیهٔ ۱۸۶۷ – ۱۸ اکتبر ۱۹۶۶) کارآفرین اهل ایالات متحده آمریکا بود، که در سال ۱۸۹۹ شرکت کی‌مارت را تأسیس کرد.